# Carlos Ribera Sanchís
Pour les articles homonymes, voir Sanchís.
Carlos Ribera Sanchís est un peintre et critique d'art espagnol, ayant participé au mouvement surréaliste des années 1930.

## Biographie

### Enfance et jeunesse
Carlos Ribera Sanchís est né à Alzira (Province de Valence, Espagne) en 1906. Il manifeste dès son plus jeune âge de grands dons artistiques, notamment en dessinant en 1920 des croquis de la mort du célèbre toréador Joselito (José Gómez Ortega).

### Formation
Il entreprend en même temps des études de médecine et des études artistiques à l’École des beaux-arts de San Fernando pendant les années 1923 à 1928.
Il fréquente la résidence universitaire où il a pour camarades Salvador Dali (qui est l'un de ses condisciples), Garcia Lorca, Luis Buñuel et Rafael Alberti entre autres. Il termine les deux cursus en 1928.

### Débuts professionnels et artistiques
En 1930 il s’installe à Saint-Sébastien. Tout en exerçant son activité professionnelle qui lui assurera son indépendance toute sa vie, il commence alors une période de grande activité artistique : il expose ses tableaux et de nombreux dessins, s’essaye au cubisme, au surréalisme et à l’impressionnisme.
Il fréquente beaucoup les milieux artistiques et intellectuels et a de nombreux contacts avec des personnalités importantes telles que Ignacio Zuloaga et Pablo Picasso.
En 1934 il participe à la fondation de la société artistique « Gu », qui par ses nombreuses activités (notamment d’exposition de peintures) anime la vie culturelle de la cité.

### Carrière artistique
En 1942 la vie artistique du pays reprenant après la guerre civile, il commence à exercer de façon régulière et jusqu’à la fin de sa vie l’activité de critique d’art.
En même temps il fonde l’association artistique de Guipuscoa (province comprenant une bonne partie du pays basque), organise des expositions, donne des conférences, fait office d’expert et oriente de jeunes artistes. Il continue à peindre et à dessiner. Il participe à différentes expositions dont la biennale Hispano-Américaine d’art (1951), obtenant prix et distinctions honorifiques.
Son thème principal est le paysage basque, mais aussi les natures mortes et les portraits.
Il réalise ainsi plus de deux cents œuvres, peignant sans discontinuité jusqu’à la fin de sa vie.

### Critique d'art
Ribera laisse une abondante contribution de critique d'art dans des conférences et dans les principaux journaux de Saint-Sébastien (notamment La Voz de España). Ses articles (près de 800) de ton humaniste sont essentiellement consacrés au monde de l’art, mais contiennent aussi des réflexions et des souvenirs.
Ils constituent un témoignage du milieu intellectuel et artistique de l’Espagne de cette époque.

### Vie publique
En 1956, il devient adjoint au maire de Saint-Sébastien chargé de la culture.
Il organise à ce titre de nombreuses expositions et participe à des activités culturelles variées (dont par exemple le festival international de cinéma),
et cette position lui permet de favoriser l’émergence de courants artistiques novateurs, dont notamment le sculpteur Eduardo Chillida.
Il a connu personnellement bon nombre des peintres et sculpteurs contemporains importants de son pays.
Il décède en 1976, peu de jours après avoir donné une ultime conférence sur le peintre Jesús Olasagasti (es) qui était un de ses nombreux amis.
Des expositions ont lieu régulièrement, destinées à honorer son œuvre.

## Un personnage à multiples facettes
Carlos Ribera est un personnage à multiple facettes et c’est ce qui fait son originalité, puisqu’il est à la fois peintre, dessinateur, critique et théoricien d’art, organisateur d’activités culturelles et en outre médecin.
Cette diversité se retrouve aussi sur le plan de sa production artistique, car d’un point de vue stylistique on peut distinguer deux époques principales :
1. L’époque cubiste et surréaliste, qui va de ses années d’étudiant jusqu’à la fin des années 1930 ;
2. L’époque naturaliste et impressionniste qui lui succède jusqu’à la fin de sa vie.

### Époque cubiste et surréaliste
Quoique commençant avec le siècle, le surréalisme n’émerge véritablement qu’avec l’exposition Dada de Zurich en 1916, et ne se généralise qu’à partir des années 1920, c’est-à-dire au moment où Ribera commence ses études.
Si l’enseignement prodigué à l’académie reste d’un esprit très classique, cela ne l’empêche pas de s’engager dans ce nouveau courant dont il va devenir l’un des éléments marquants en Espagne.
Son activité se manifeste surtout par des dessins dont à peu près une centaine est restée, et très typique du style surréaliste.
Il peint également des tableaux où l’on discerne l’influence de Picasso.

### Époque naturaliste et impressionniste
Après la guerre civile le style surréaliste/cubiste passe de mode. Ribera s’oriente alors vers le paysage qui sera désormais son thème principal (avec des natures mortes et des portraits).
Il parvient à renouveler un genre ordinairement marqué par le classicisme en adoptant un style à base de traits épais et vigoureux ; il arrive alors à un figuratif extrêmement stylisé et symbolisé dont la perception lumineuse dans toute sa subtilité est l’objectif principal, et dont l’appréciation réclame un effort certain d’abstraction.

### Conclusion
Personnalité atypique, Ribera incarne les vicissitudes de la sensibilité artistique dans l’Espagne du XXe siècle[réf. nécessaire] au gré des modes et de l’histoire, ayant connu à la fois le classicisme de sa formation et l’avant-gardisme des jeunes années, jusqu’à arriver à définir sa sensibilité personnelle et propre.

### Expositions consacrées à l'auteur
- Exposición antologica (CAM, Saint Sébastien 1976)
- Carlos Ribera, su papel en el arte (Kutxa, Saint Sébastien 2007)
- Un viatge al punt de partida (MUMA, Alzira 2009)

### Galerie

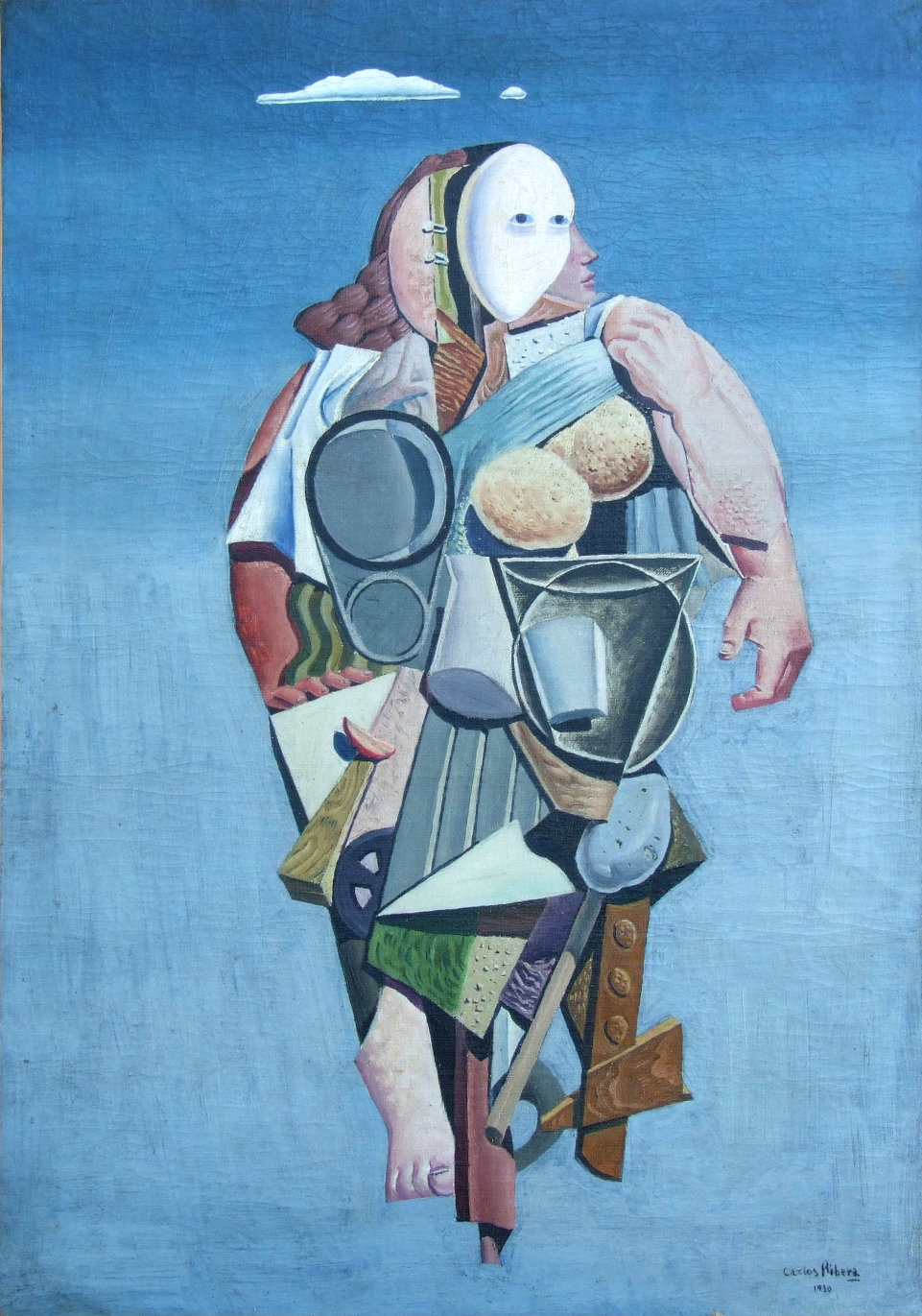
Lechera al sol (1930), Huile sur toile (100x70), Museo de Bellas Artes, Bilbao (Espagne)
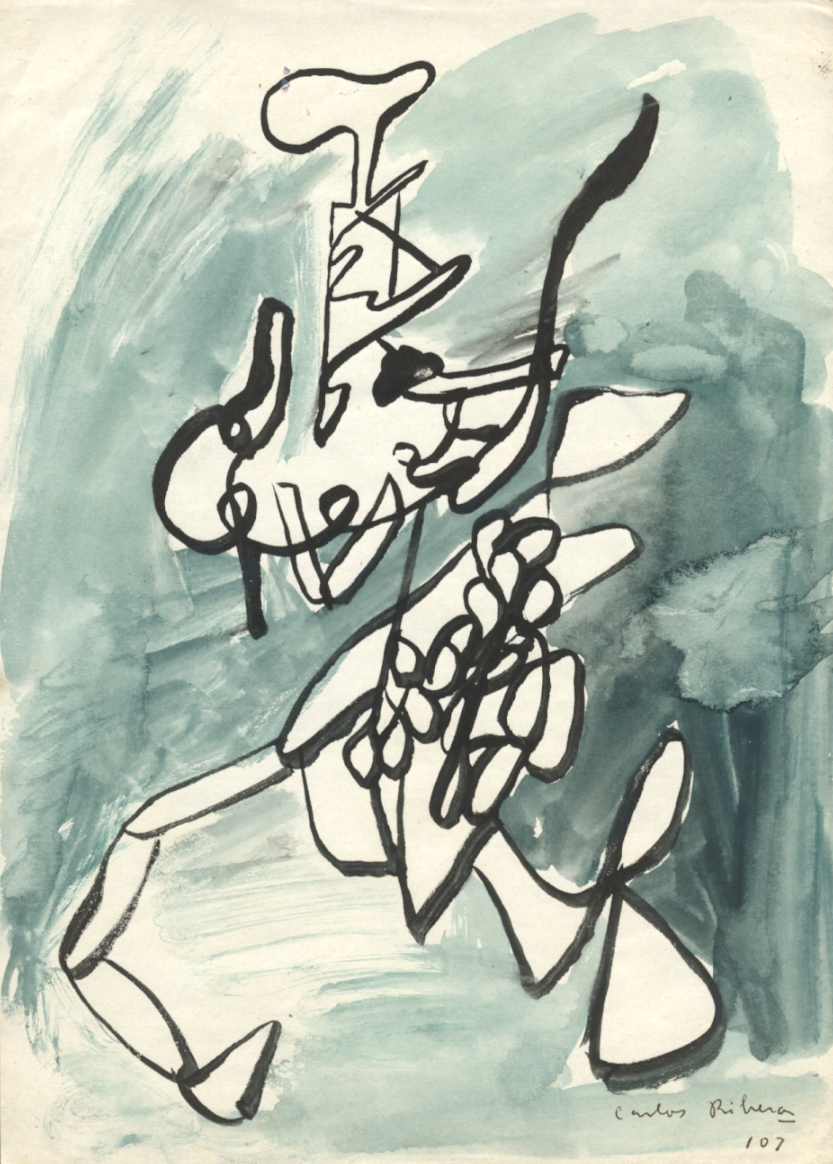
Figura lunar (1932-1933), dessin sur papier, coll. part.
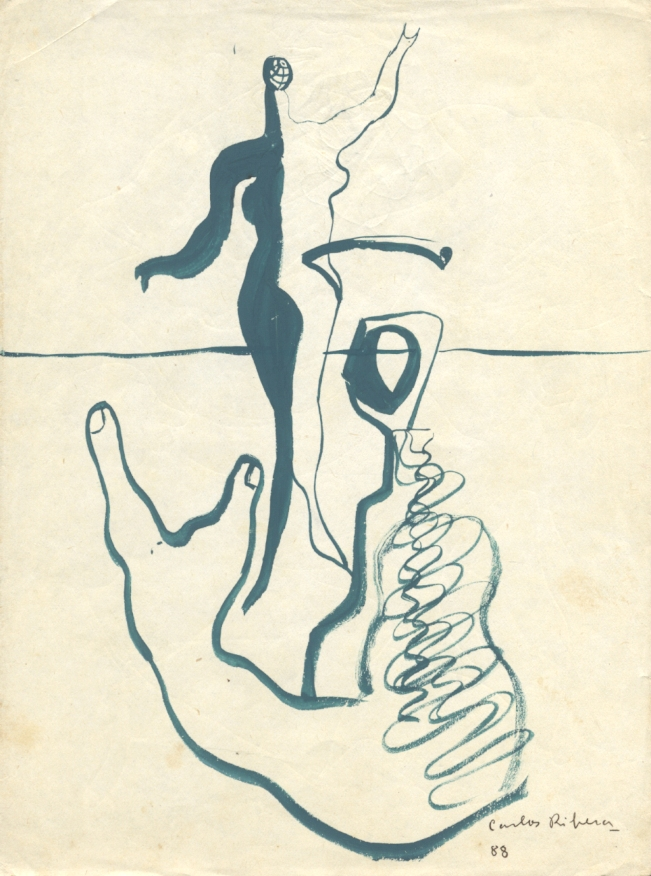
Expresión (1932-1933), dessin sur papier, MUMA, Alzira (Espagne)
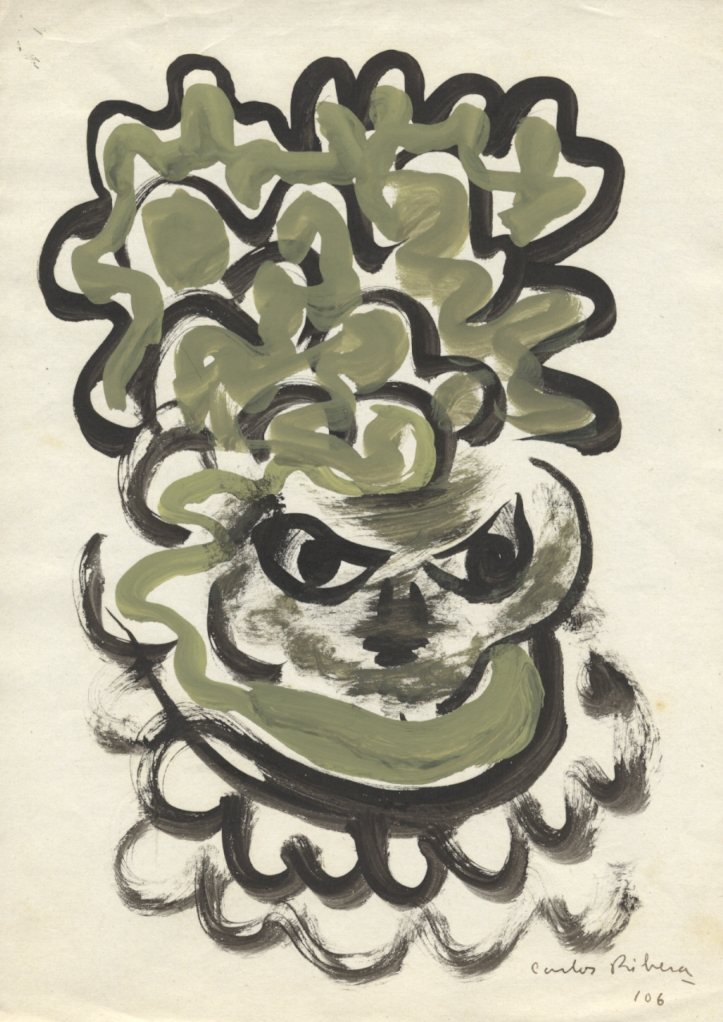
Salvaje (1932-1933), dessin sur papier, coll. part.
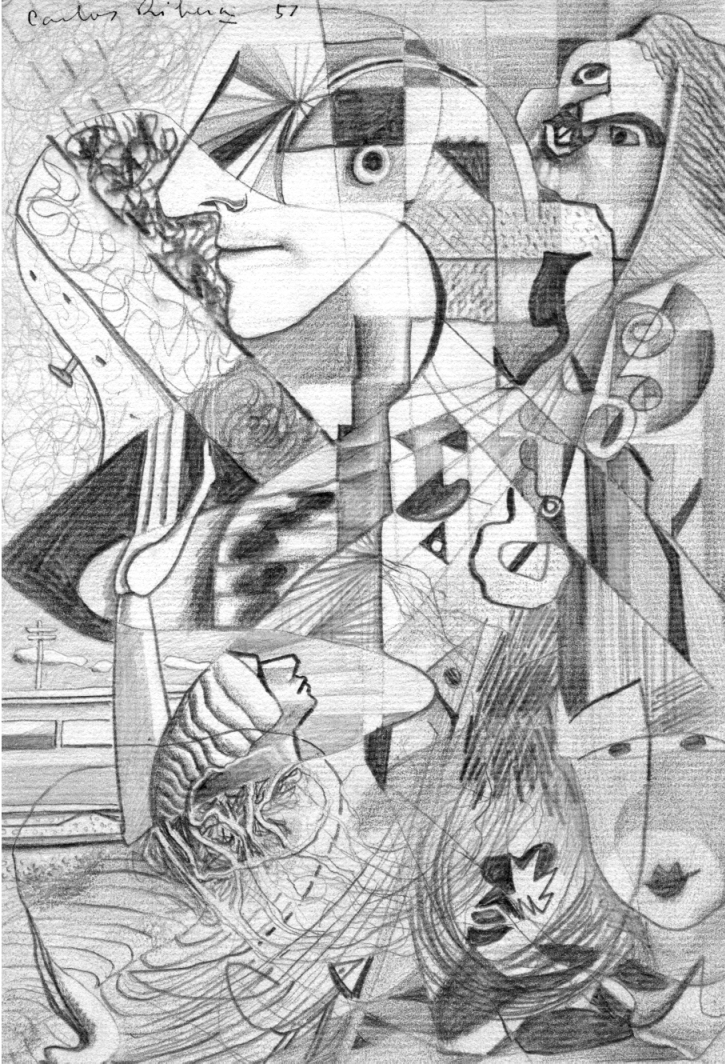
Nuevos caminos (1935), dessin sur papier, coll. part.
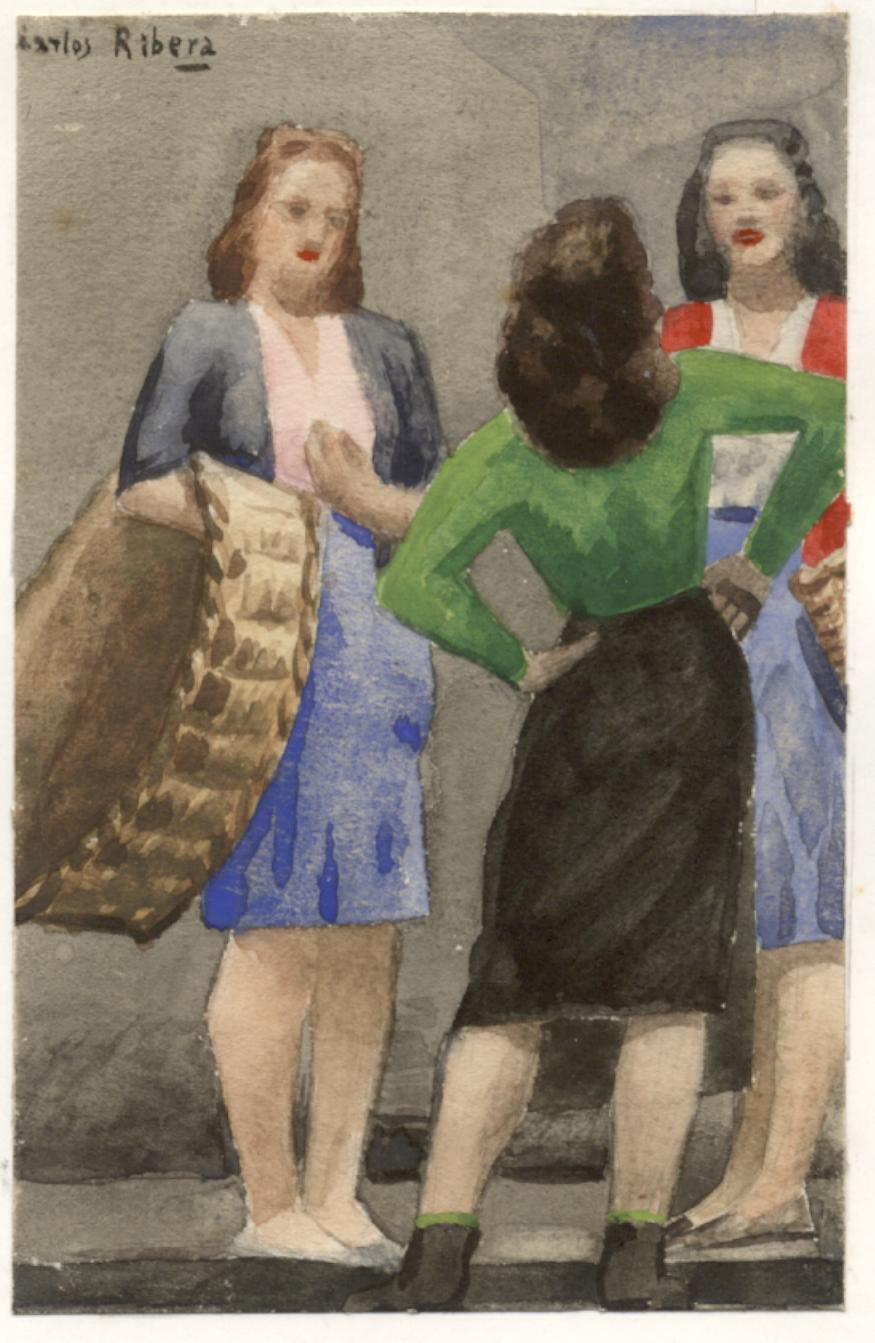
Lecheras (1935), aquarelle sur papier, coll. part.
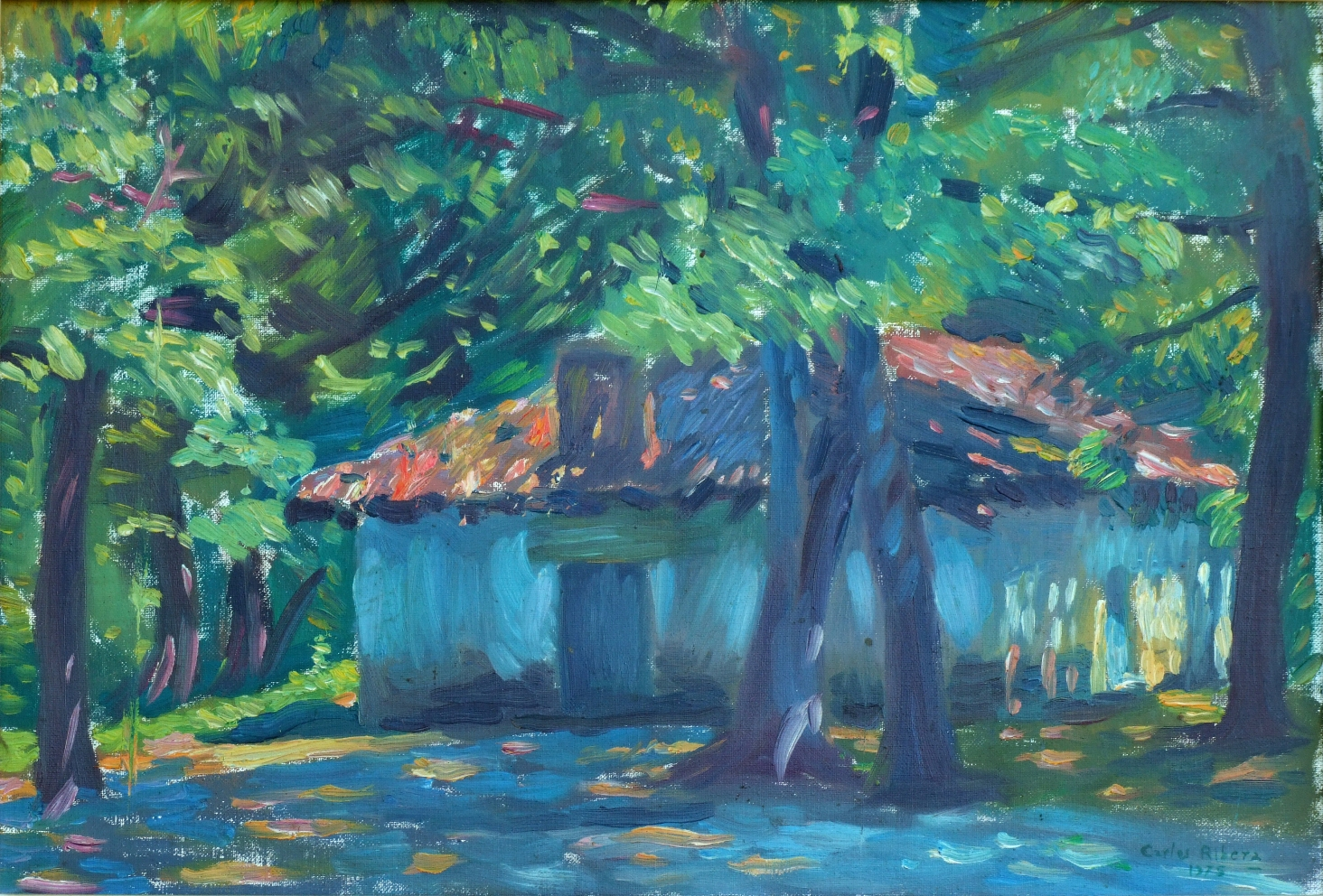
Ermita de San Pedro (1975), Huile sur toile, coll. part.
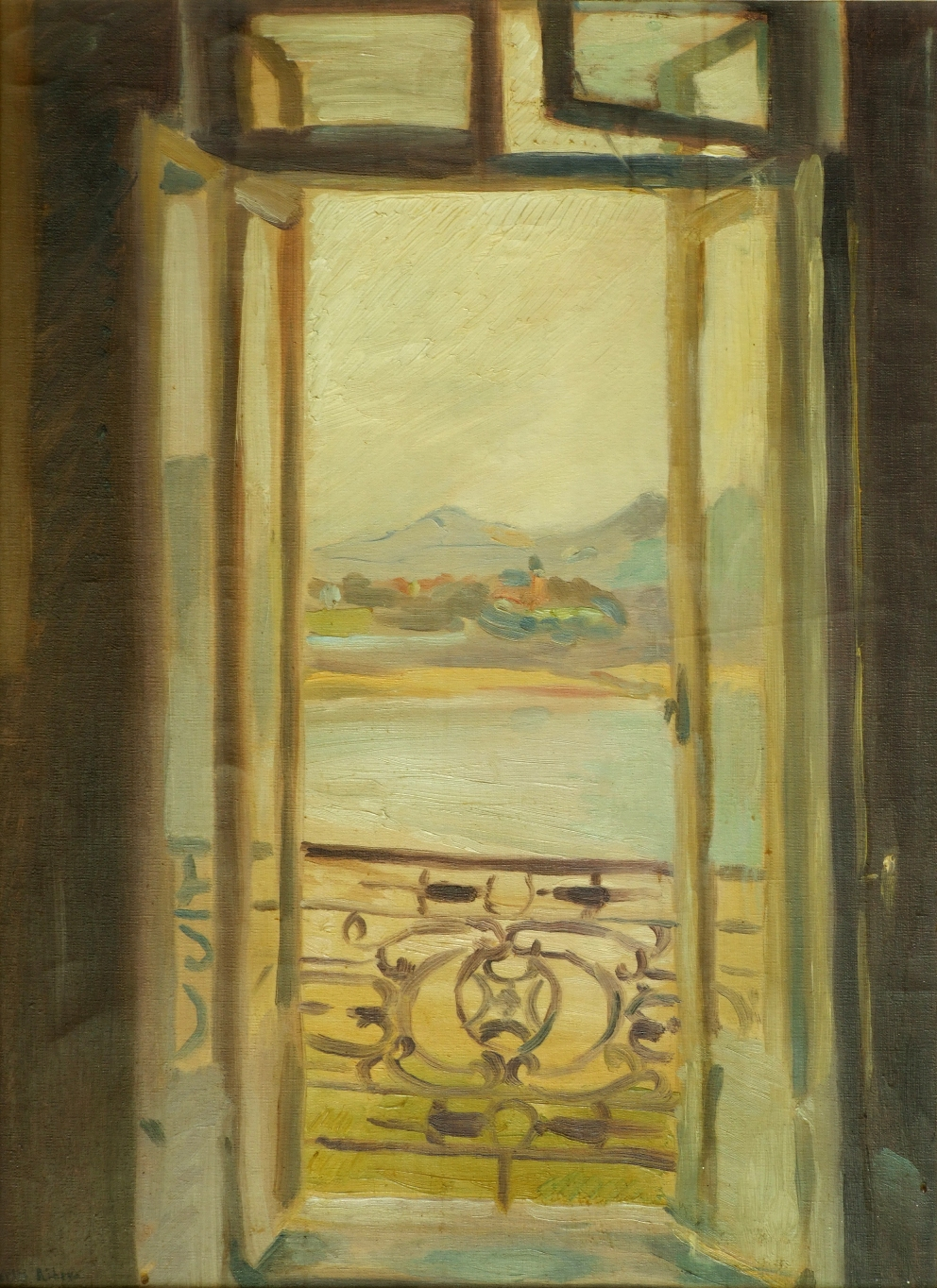
La concha desdé el balcon del Circulo (1950), Huile sur toile, coll. part.
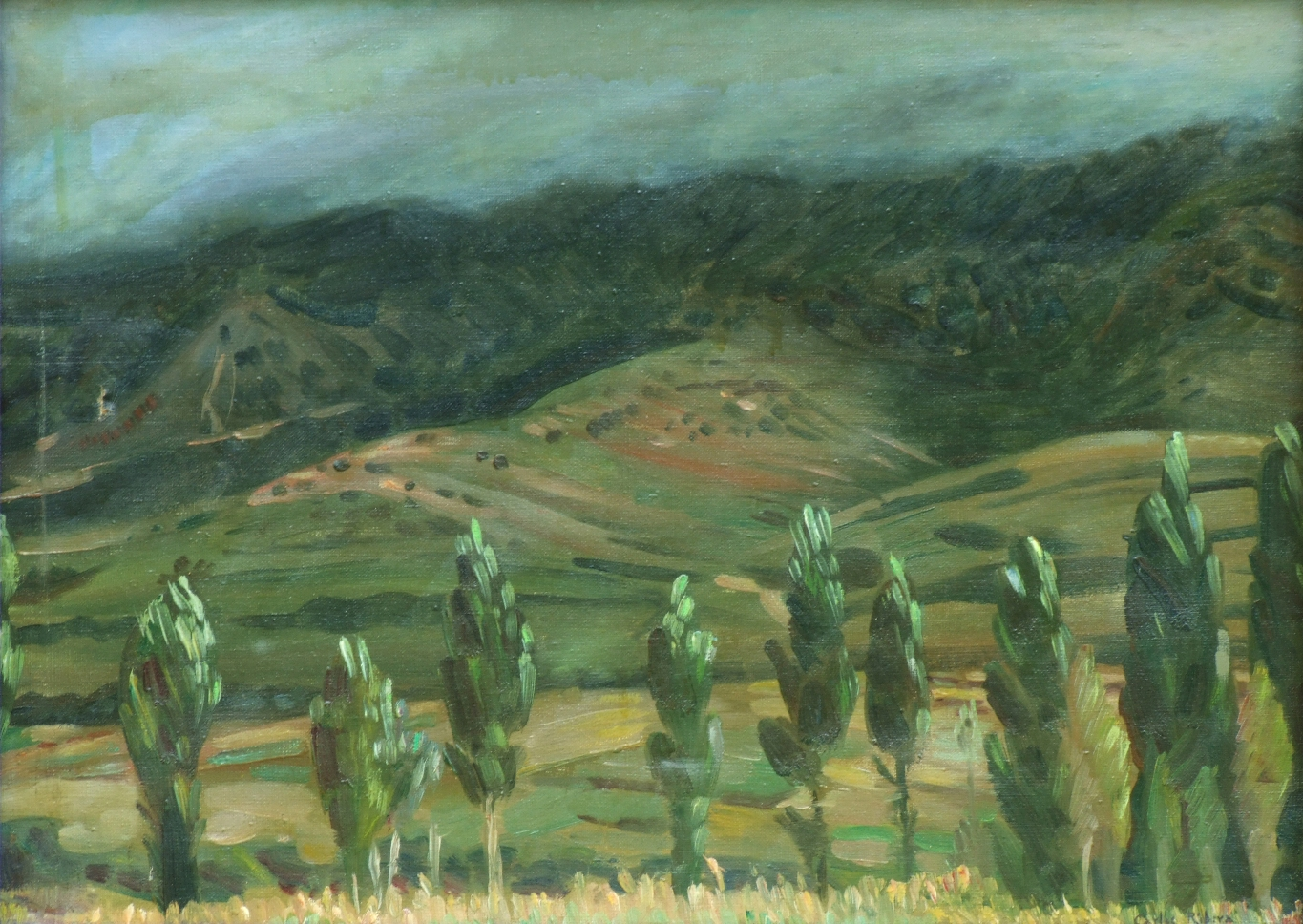
Los chopos (1950), Huile sur toile (41x56), coll. part.
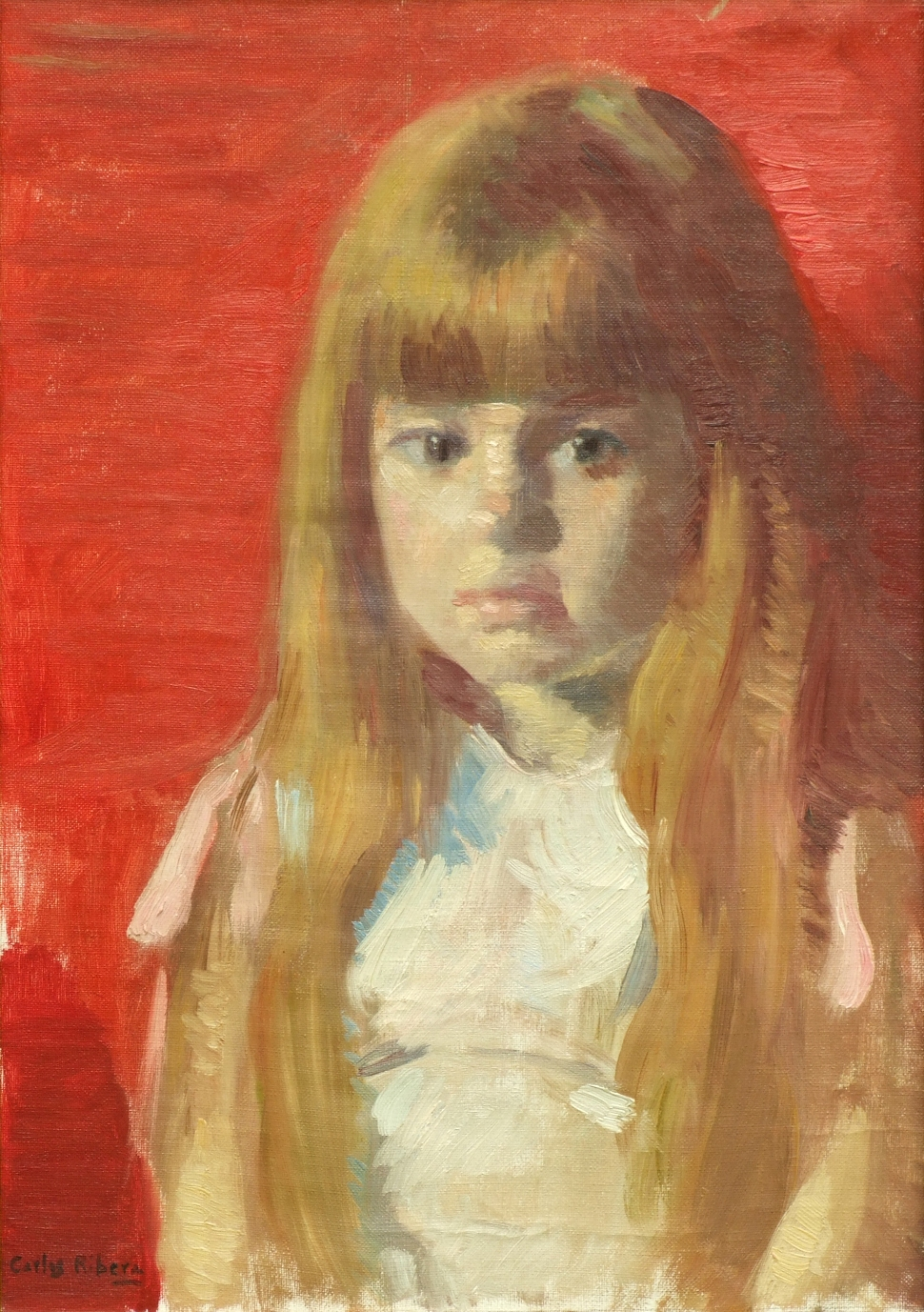
Retrato de Ana.jpg (1965), Huile sur toile (41x56), coll. part.